# 댄 길버트

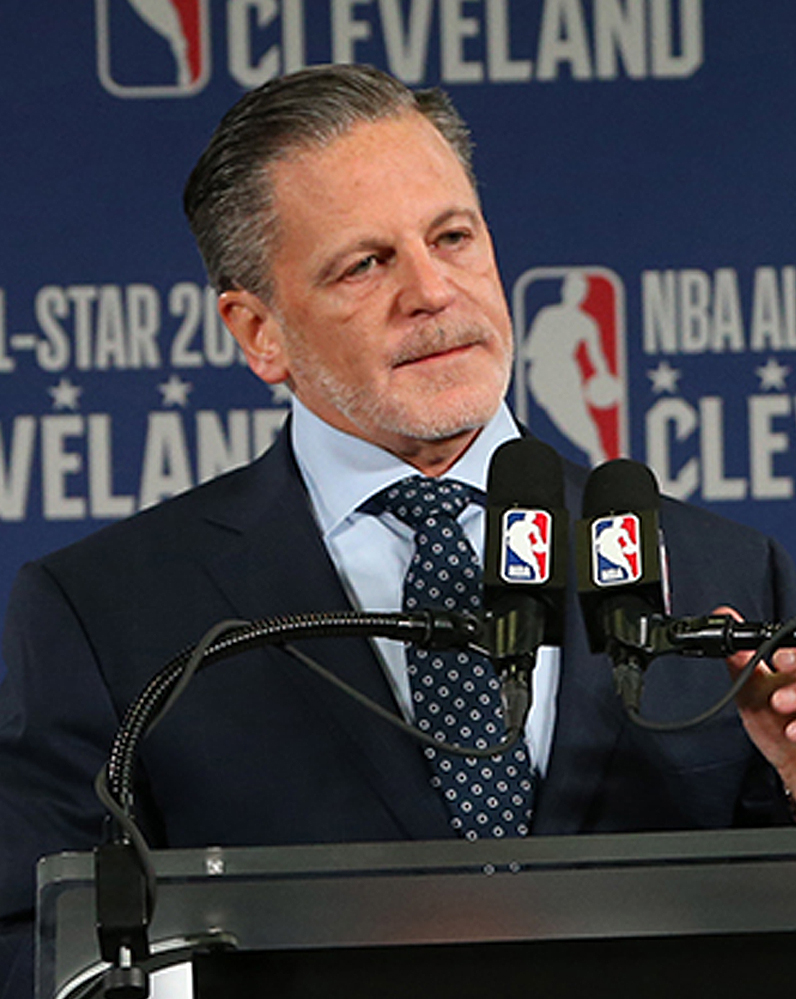
2019년 모습

댄 길버트(Dan Gilbert, 본명: 다니엘 길버트, Daniel Gilbert, 1962년 1월 17일 ~ )는 미국의 억만장자, 사업가, 자선사업가이다. 그는 로켓 몽타주의 공동 창립자이자 대주주이며 로켓 벤처스의 창립자이자 전미 농구 협회(NBA)의 클리블랜드 캐벌리어스의 소유주이다. 길버트는 아메리칸 하키 리그의 클리블랜드 몬스터스, NBA G 리그의 클리블랜드 차지를 포함한 여러 스포츠 프랜차이즈를 소유하고 있다. 그는 캐벌리어스와 몬스터스의 본거지인 오하이오주 클리블랜드에서 로키 모기지 필드하우스를 운영하고 있다. 2023년 1월 현재 포브스는 그의 순자산을 183억 달러로 추산했다.